# Race for the Galaxy
Race for the Galaxy (en inglés «carrera por la galaxia») es un juego de cartas no coleccionables para entre dos y cuatro jugadores creado por Thomas Lehmann y publicado en 2007 por Rio Grande Games. En 2012 se editó la versión en español con el nombre Galaxia: La Conquista de la mano de la empresa española Gabinete Lúdico.
Race for the Galaxy narra una historia de descubrimientos y expansión galáctica a través de una sola baraja de cartas. Cada carta representa un mundo colonizable o un desarrollo que se podría implementar. Las cartas puestas en juego por un jugador representan sus logros actuales (mundos que ha colonizado, tecnología que maneja), mientras que las cartas en su mano representan las opciones disponibles.
Para jugar una carta, debe descartarse una cantidad de cartas igual a su coste, lo que implica que el jugador debe descartar otras opcines para concentrarse en su estrategia actual. Una vez bajada, una carta otorga poderes especiales durante la partida y, al final, el número de puntos de victoria impreso en ella. Muchos mundos, una vez colocados, también producen bienes que pueden intercambiarse por más cartas o consumirse para obtener fichas de puntos de victoria.
Race for the Galaxy se juega por rondas. En cada ronda, cada jugador elige en secreto una fase de acción para el siguiente turno. Estas fases pueden ser:
- Bajar a la mesa un mundo o un desarrollo.
- Producir bienes en los mundos.
- Consumir bienes para obtener puntos de victoria..
- Añadir cartas a la mano con la acción «explorar» o intercambiando un bien.

En cada ronda solo se jugarán las fases seleccionadas por algún jugador. Seleccionar una fase garantiza que se juegue en esa ronda y otorga una bonificación al jugador que la selecciona.
Se suceden rondas hasta que alguien haya bajado doce cartas o hasta que se reclama la última ficha de puntos de victoria. El ganador es el jugador con más puntos de victoria.

## Reconocimientos
- Ganador del premio Meeples Choice Award 2007.[3]
- Ganador del premio Golden Geek Award al mejor juego de cartas de 2008.[4]
- Ganador del premio Tric Trac de Bronce 2008. [5]
- Miembro del salón de la fama de BoardGameGeek en 2025 como uno de sus veinticinco primeros juegos seleccionados [6]